# Friedrich August von Quenstedt
Friedrich August von Quenstedt, né le 10 juillet 1809 à  Eisleben (Royaume de Saxe) et mort le 21 décembre 1889 à Tübingen (Royaume de Wurtemberg), est un géologue et paléontologue allemand.

## Biographie
Friedrich August Quenstedt étudia en 1830 la « géognosie » sous la direction de Christian Samuel Weiss à Berlin. En 1837 il inaugura la chaire de minéralogie et de géognosie de l’Université Eberhard Karl de Tübingen. Là, il fit de la géologie, discipline naissante, l'une des spécialités des académies du Royaume de Wurtemberg. Il demeura à ce poste pendant 52 ans, et dans les Annalen des Geologischen Institutes, la géologie du XIXe siècle est désignée comme la Quenstedt-Ära.
Ses principaux domaines d’étude étaient les fossiles et leur application à la stratigraphie. Il rassembla à Tübingen une collection de fossiles, ramassés ou achetés, pour ses recherches et son enseignement. Déjà en 1842, cette collection comptait près de 30 000 spécimens. Une grosse partie provenait des fossiles d'ammonites que lui apportaient les paysans d'Öschingen. En 1842 il publia le néologisme de Stufenlandschaft, aujourd'hui internationalement adopté.

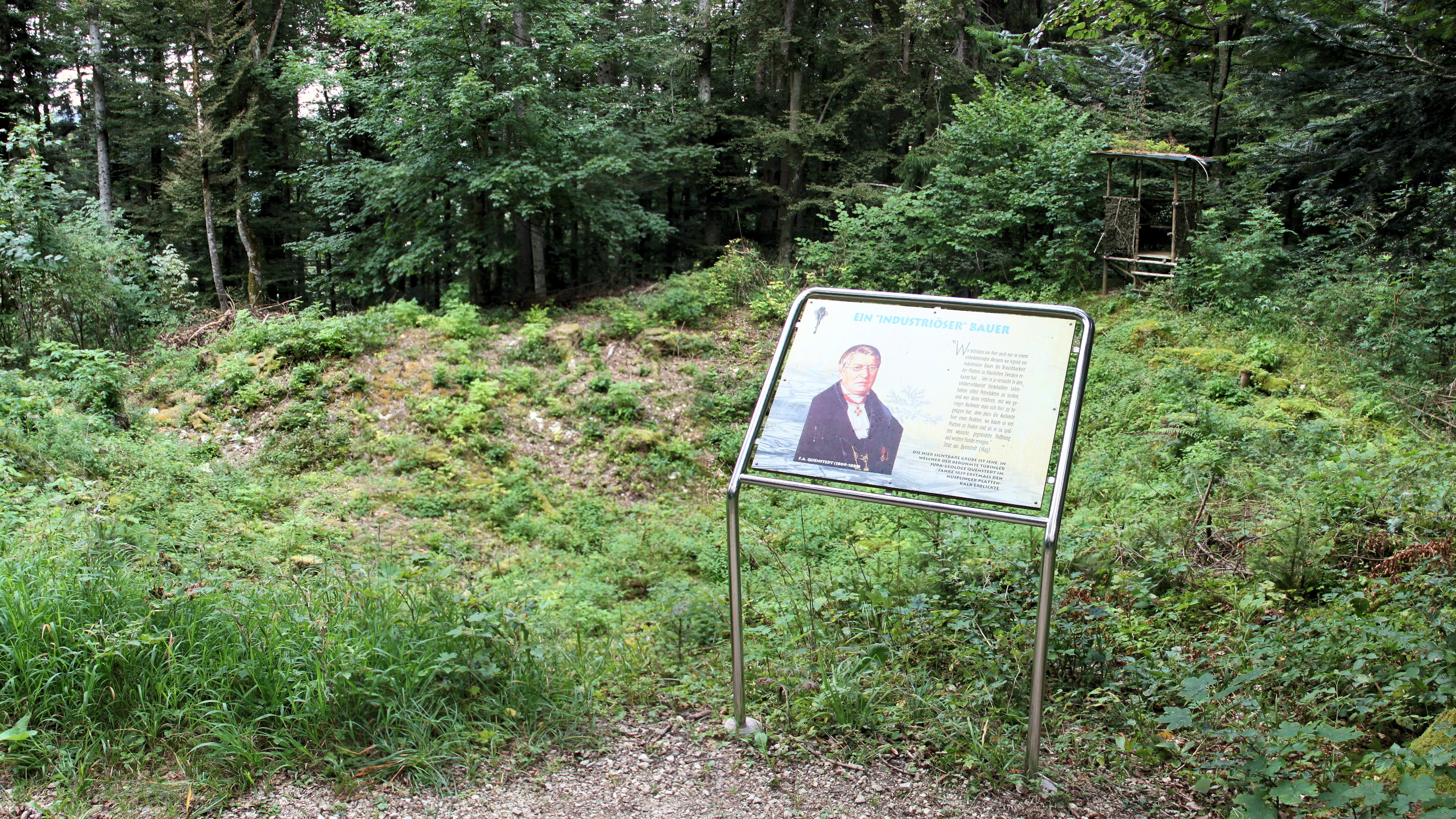
La fosse d’où Quenstedt tira des échantillons du calcaire lithographique de Nusplingen en 1839.

Sa contribution essentielle est la caractérisation poussée des formations jurassiques présentes dans le Jura souabe. À l'instar de son homologue, l’Anglais William Smith, il pratiqua la datation par les fossiles. On lui doit la mise en évidence de la série de Quenstedt (de) des couches du Jurassique, qui n'a été abandonnée qu'en 1973 par convention internationale. Son traité le plus célèbre est « Le Jurassique » (Der Jura, 1858). Il compila jusqu'à sa mort un tableau exhaustif de toutes les variétés d'ammonites du Jura souabe. Par le ton familier de ses conférences publiques, il parvint à intéresser un large auditoire aux fossiles. Mais Quenstedt éprouvait peu de curiosité pour les autres régions du globe. Sa collection de fossiles est aujourd'hui conservée à l’Institut de géologie de l’Université de Tübingen et les visiteurs peuvent venir y faire identifier leurs propres trouvailles. Il fit également des fouilles à Nusplingen où il découvrit un calcaire lithographique.
L'un de ses plus célèbres disciples est le paléontologue Albert Oppel. Son neveu Werner Quenstedt (1893–1960) enseigna la géologie et la paléontologie à l’Université Frédéric-Guillaume de Berlin dans les années 1930 et 1940.

## Œuvres
- Methode der Krystallographie. Ein Lehrbuch für Anfänger und Geübte. Osiander, Tübingen 1840. MDZ Munich
- Das Flözgebirge Würtembergs. Mit besonderer Rücksicht auf den Jura. Laupp, Tübingen 1843.
  - 2e éd. revue et augmentée avec index. Laupp, Tübingen 1851. MDZ Munich

- Petrefactenkunde Deutschlands. Fues, Leipzig 1846-1884.
  - Première partie
    - Volume I : Die Cephalopoden. Avec un atlas de 36 planches. 1846-1849. MDZ Munich
    - Volume II : Die Brachiopoden.  Avec un atlas de 25 planches. 1871.
    - Volume III : Echinodermen (Echiniden).  Avec un atlas de 25 planches. 1875.
    - Volume IV : Echinodermen (Asteriden und Encriniden nebst Cysti- und Blastoideen).  Avec un atlas de 25 planches. 1876.
    - Volume V : Korallen (Schwämme).  Avec un atlas de 28 planches. 1878.
    - Volume VI : Korallen (Röhren- und Sternkorallen). Avec un atlas de 42 planches. 1881.
    - Volume VII : Gasteropoden. Avec un atlas de 34 planches. 1884.
- Handbuch der Petrefaktenkunde. 1re édition. Avec 62 planches légendées. Laupp, Tübingen 1852.
  - 2e éd. revue et augmentée. Avec 86 planches et 185 gravures et leur légende. 1867.
- Handbuch der Mineralogie. Avec plusieurs gravures. Laupp, Tübingen 1855. MDZ München, Deutsche Text Archiv
  - 2e éd. augmentée. Laupp, Tübingen 1863.
- Der Jura. Avec 3 index, 42 gravures et un atlas de 100 planches. Laupp, Tübingen 1858.
  - Atlas zum Jura. Avec 100 planches et 3 cartes géologiques en couleur. Laupp, Tübingen 1858.
- Die Ammoniten des Schwäbischen Jura. Schweizerbart, Stuttgart 1883–1888. Band 1–3.
  - Volume I Der Schwarze Jura (Lias). Avec un atlas de 54 planches. 1883–85.
  - Volume II Der braune Jura. Avec un atlas de 36 planches (Taf. 55–90). 1886. 1887.
  - Volume III Der weisse Jura. Avec un atlas de 36 planches (Taf. 91–126). 1887. 1888.
- Epochen der Natur. Avec plusieurs gravures. Laupp, Tübingen 1861 MDZ München